# San Donaci
San Donaci es una comune italiana de la provincia de Brindisi, en Apulia. Tiene una población estimada, a fines de mayo de 2021, de 6.234 habitantes.

## Evolución demográfica
| Gráfica de evolución demográfica de San Donaci entre 1861 y 2001 |
|                                                                  |
| Fuente ISTAT - elaboración gráfica de Wikipedia                  |